# 伊塔洛·德赞
伊塔洛·德赞（義大利語：Italo De Zan，1925年7月1日—2020年3月9日）是一位意大利自行車手。他曾獲得1948年環意大利自行車賽第十阶段比赛的冠軍。

## 生平
2020年3月9日，伊塔洛·德赞因為感染2019冠状病毒病在意大利特雷维索去世。